# Karl Bogislaus Reichert
Karl Bogislaus Reichert (ur. 20 grudnia 1811 w Rastenburgu, zm. 21 grudnia 1883 w Berlinie) – niemiecki anatom.
Studiował medycynę na Uniwersytecie Albertyna w Królewcu, następnie uczył się u Friedricha Schlemma i Johannesa Petera Müllera na Uniwersytecie Fryderyka Wilhelma w Berlinie. W 1836 roku otrzymał tytuł doktora nauk medycznych. Od 1843 roku wykładał na Uniwersytecie w Dorpacie, od 1853 roku na Königliche Universität Breslau, od 1858 roku w Berlinie.

## Wybrane prace
- De embryonum arcubus sic dictis branchialibus. Berlin, 1836
- Ueber die Visceralbogen der Wirbelthiere im Allgemeinen und deren Metamorphosen bei den Vögeln und Säugethieren. Archiv für Anatomie, Physiologie und wissenschaftliche Medicin: 120-222, 1837
- Das Entwicklungsleben im Wirbelthierreiche. 1840, Berlin
- Beiträge zur Kenntniss des Zustandes der heutigen Entwicklungsgeschichte. 1843, Berlin
- Der Bau des menschlichen Gehirns. 1859–1861, Leipzig